# Rudgea brachyandra
Rudgea brachyandra är en måreväxtart som beskrevs av Johannes Müller Argoviensis. Rudgea brachyandra ingår i släktet Rudgea och familjen måreväxter. Inga underarter finns listade i Catalogue of Life.